# Katherine Parkinson

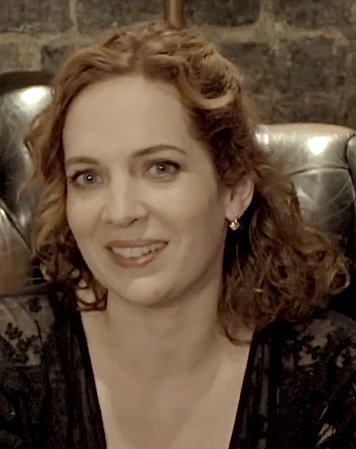
Katherine Parkinson, 2016

Katherine Jane Parkinson (* 9. März 1978 in Hounslow, London) ist eine britische Schauspielerin. International bekannt wurde sie durch ihre Rolle der „Jen Barber“ in der Fernsehserie The IT Crowd.

## Leben
Katherine Parkinson ging auf die Tiffin Girls’ School in Kingston upon Thames in London und später auf das St Hilda’s College in Oxford. Danach besuchte sie die London Academy of Music and Dramatic Art, wo sie das erste Mal auf Chris O’Dowd traf, der später mit ihr in The IT Crowd spielte. Sie unterbrach ihr Studium, um in dem Stück The Age of Consent mitzuspielen. 2007 trat sie in einer neu übersetzten Version von Die Möwe von Anton Tschechow gemeinsam mit Kristin Scott Thomas und Mackenzie Crook auf.
Als Film- und Fernsehschauspielerin arbeitet Parkinson seit 2005. So trat sie unter anderem von 2005 bis 2009 als Pauline Lamb in der britischen Fernsehserie Doc Martin auf. Bekanntheit erlangte sie mit der Hauptrolle der „Jen Barber“ in der mehrfach ausgezeichneten Comedy-Serie The IT Crowd. Neben Rollen in Fernsehserien und Fernsehfilmen war sie auch in Kinofilmen wie New York für Anfänger oder Radio Rock Revolution zu sehen.
2012 spielte Parkinson in der finalen Folge der zweiten Staffel der BBC-Serie Sherlock („Der Reichenbachfall“) die Journalistin Kitty Riley.
2020 nahm sie als Kandidatin an der zehnten Staffel der britischen Unterhaltungssendung Taskmaster teil und belegte dort den letzten Platz.
Seit 2009 ist sie mit dem Schauspieler und Komiker Harry Peacock verheiratet.

## Filmografie (Auswahl)
- 2005: Ahead of the Class (Fernsehfilm)
- 2005: Casualty (Fernsehserie, Folge 19x41)
- 2005: Extras (Fernsehserie, Folge 1x02)
- 2005–2009: Doc Martin (Fernsehserie, 24 Folgen)
- 2006–2010, 2013: The IT Crowd (Fernsehserie, 25 Folgen)
- 2007: Christmas at the Riviera (Fernsehfilm)
- 2007: Fear, Stress & Anger (Fernsehserie, fünf Folgen)
- 2008: Easy Virtue – Eine unmoralische Ehefrau (Easy Virtue)
- 2008: New York für Anfänger (How to Lose Friends & Alienate People)
- 2009: Radio Rock Revolution (The Boat That Rocked)
- 2012: Sherlock – Der Reichenbachfall (The Reichenbach Fall, Fernsehfilm)
- 2014: The Honourable Woman (Fernsehserie)
- 2014–2016: In the Club (Fernsehserie, 12 Folgen)
- 2015–2018: Humans (Fernsehserie, 24 Folgen)
- 2018: Deine Juliet (The Guernsey Literary and Potato Peel Pie Society)
- 2019: Marie Curie – Elemente des Lebens (Radioactive)
- 2021: Paul Dood’s Deadly Lunch Break
- 2024: Rivals (Fernsehserie, 8 Folgen)
- 2024: Ein klitzekleines Weihnachtswunder (That Christmas, Stimme)